# مشق سکوت
«مشق سکوت» یک آلبوم موسیقی بی‌کلام از شادمهر عقیلی، هنرمند ایرانی است که در سبک پاپ تهیه و در آذر ۱۳۷۸ منتشر شده‌است. این آلبوم در واقع نسخهٔ بی کلام آهنگ‌های آلبوم مسافر به همراه آهنگ بی کلام ترانهٔ «عطر و شبنم» از تک آهنگ‌های منتشر شدهٔ شادمهر است.

## تیم تولید آلبوم
آهنگسازان:
شادمهر عقیلی / بهروز صفاریان
تنظیم کنندگان:
شادمهر عقیلی / بهروز صفاریان
نوازندگان:
ویلن (سلو)/گیتار:
شادمهر عقیلی
پیانو/کیبورد:
بهروز صفاریان
گیتار الکتریک:
امید حجت
صدابردار:
ناصر فرهودی
ضبط:
استودیو پاپ (ناصر فرهودی)

## فهرست آهنگ‌ها
| ردیف | نام ترانه    | آهنگ‌ساز       | تنظیم کننده                  |
| ---- | ------------ | ------------- | ---------------------------- |
| ۱    | مشق سکوت     | بهروز صفاریان | شادمهر عقیلی و بهروز صفاریان |
| ۲    | عطر و شبنم   | شادمهر عقیلی  | شادمهر عقیلی                 |
| ۳    | هزار و یک شب | شادمهر عقیلی  | شادمهر عقیلی                 |
| ۴    | پل عاطفه     | بهروز صفاریان | بهروز صفاریان                |
| ۵    | بی تابی      | شادمهر عقیلی  | شادمهر عقیلی                 |
| ۶    | روح سبز      | شادمهر عقیلی  | بهروز صفاریان                |
| ۷    | غم تنهایی    | بهروز صفاریان | بهروز صفاریان                |
| ۸    | حدیث مهربانی | شادمهر عقیلی  | شادمهر عقیلی                 |
| ۹    | آرزوها       | شادمهر عقیلی  | شادمهر عقیلی                 |
| ۱۰   | سل وحشی      | شادمهر عقیلی  | شادمهر عقیلی                 |
| ۱۱   | مسافر        | شادمهر عقیلی  | شادمهر عقیلی                 |